# Cratere Camulus
Camulus  è un cratere sulla superficie di Europa.